# Portret van vorstin Anna Obolenskaja
Het portret van vorstin Anna Obolenskaja (Frans: Portrait de la princesse A.A. Obolenskaya) is een schilderij uit 1887 van Carolus-Duran, een van de belangrijkste portrettisten van de beau monde van Parijs op dat moment. Sinds 1931 maakt het deel uit van de collectie van de Hermitage in Sint-Petersburg. 

## Anna Obolenskaja
Anna Obolenskaja (1861/62 - 1917) was de dochter van Aleksandr Polovtsov en Nadezjda Joenina, pleegdochter van Aleksandr Ljoedvigovitsj von Stieglitz, directeur van de eerste Russische centrale bank. Dit huwelijk bracht Polovtsov niet alleen een aanzienlijke bruidsschat, maar ook invloedrijke politieke posities. Zo was hij tussen 1892 en 1909 lid van de staatsraad. Anna zelf was getrouwd met een ander lid van de raad, Aleksandr Obolenski, lid van de vorstelijke familie Obolenski. Dit portret is lang beschouwd als een afbeelding van Nadezjda Polovtsova, die in 1876 al was geschilderd door Carolus-Duran. Pas in 1962 kon Pjotr Obolenski, Anna's zoon, deze fout rechtzetten.

## Voorstelling
In de loop van de jaren tachtig van de negentiende eeuw ging Carolus-Duran steeds meer schilderen in de stijl van Manet, die in 1883 was overleden. Dit blijkt duidelijk uit de impressionistisch geschilderde pioenroos in de hand van Anna Obolenskaja, die een prachtige combinatie vormt met haar jurk. Manet heeft deze bloem ook meerdere malen in stillevens vastgelegd. Om zijn koperspubliek niet af te schrikken, zou Carolus-Duran de academische traditie echter nooit volledig de rug toekeren, zoals ook in dit portret naar voren komt. Mogelijk is het portret van Madame Paul Poirson dat Sargent ongeveer een jaar eerder in Parijs had geschilderd eveneens een inspiratiebron voor Carolus-Duran geweest. Hoewel het kleurgebruik sterk verschilt, vertonen beide werken een gelijkenis in compositie.

## Herkomst
- in bezit van Anna Polovtsova.
- in de collectie van het museum van de Baron Stieglitz School voor Technisch Tekenen, Sint Petersburg. Dit museum was opgericht door von Stieglitz en Polovtsov.
- 1931: via de communistische organisatie Antiquariat kwam het werk in de Hermitage terecht.

## Afbeeldingen

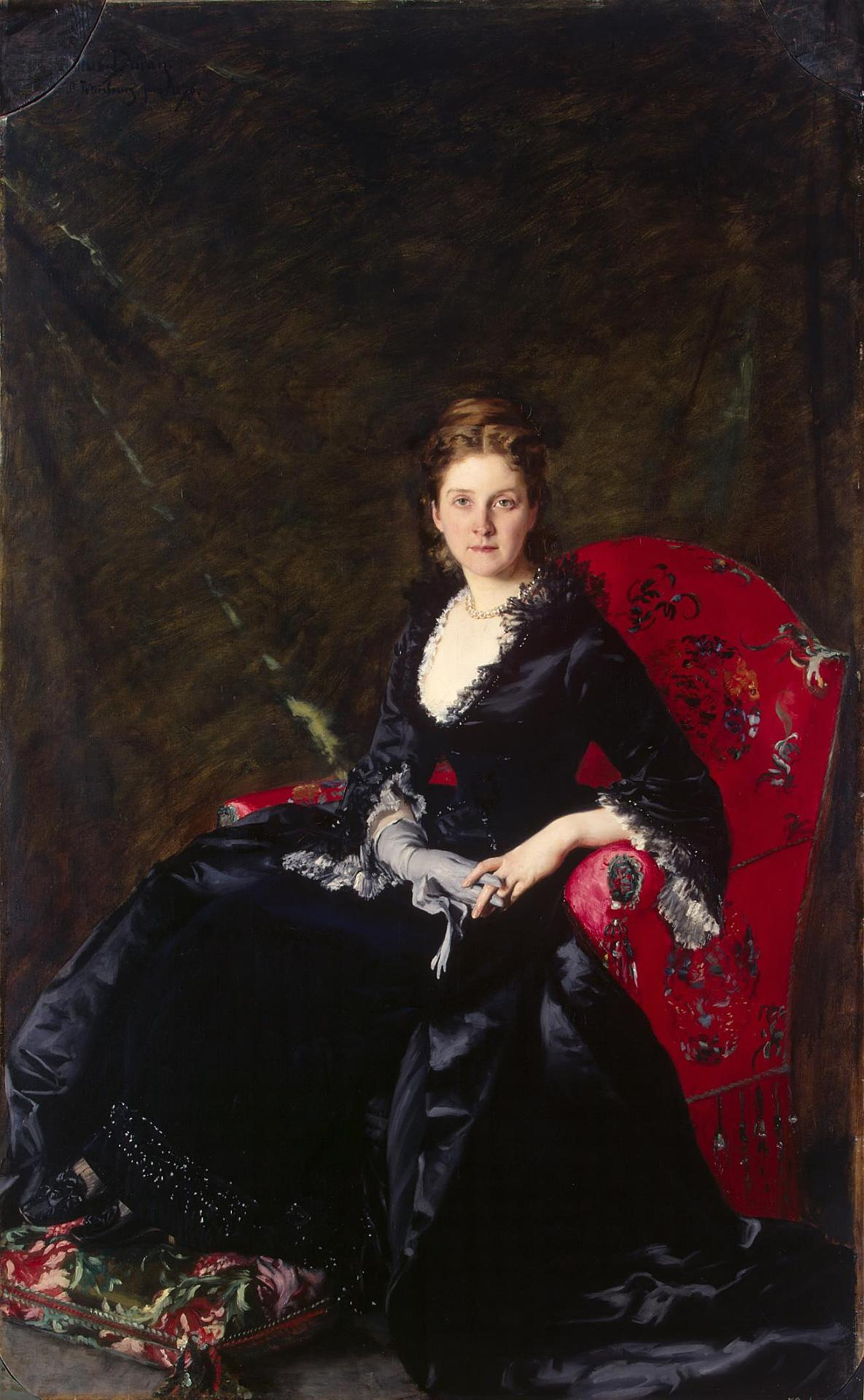
Portret van Nadezjda Polovtsova - Carolus-Duran
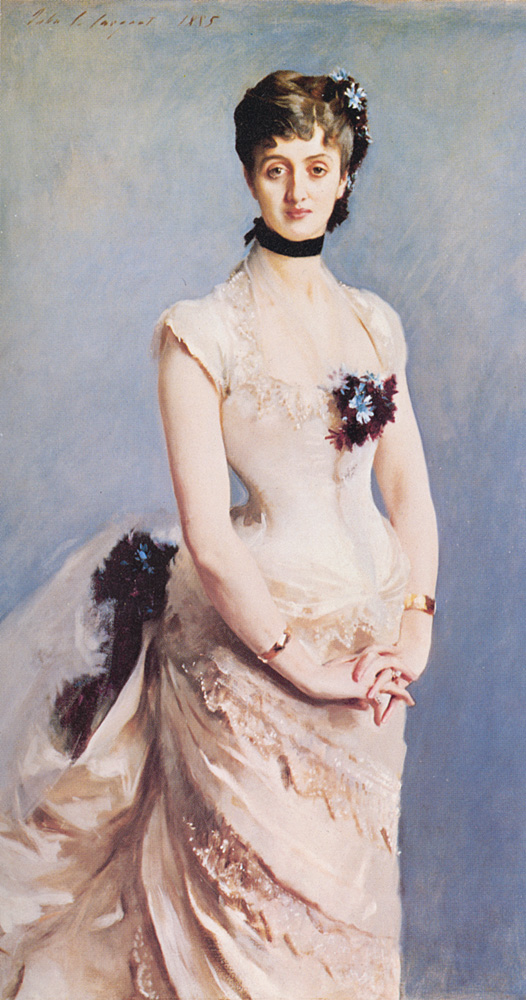
Portret van Madame Paul Poirson - John Singer Sargent